# Platyarthrus kislarensis
Platyarthrus kislarensis là một loài chân đều trong họ Platyarthridae. Loài này được Verhoeff miêu tả khoa học năm 1941.